# Rudník (okres Myjava)
Rudník (Hongaars: Rudník) is een Slowaakse gemeente in de regio Trenčín, en maakt deel uit van het district Myjava.
Rudník telt 793 inwoners.